# San Marcos Huixtoco
San Marcos Huixtoco är en mindre stad i Mexiko, tillhörande kommunen Chalco i delstaten Mexiko. San Marcos Huixtoco ligger i den centrala delen av landet och tillhör Mexico Citys storstadsområde. Staden hade 12 229 invånare vid folkräkningen 2010.